# Polhograjska gora
Polhograjska gora, znana tudi kot Sveti Lovrenc, je 824 metrov visoka gora v Polhograjskih dolomitih. Dviguje se nad naseljem Polhov Gradec. Na vrhu stoji cerkvica posvečena svetniku Sv. Lovrencu.
Po izročilu naj bi na gori, še pred pokristjanjevanjem, tamkajšnji prebivalci častili boga svetlobe.
- Pogled s Sv. Lovrenca
- Polhograjska gora ali Sv. Lovrenc